# Ante Samodol
Ante Samodol (* 19. Oktober 1986 in Gelsenkirchen) ist ein ehemaliger deutscher Basketballspieler.

## Laufbahn
Samodol spielte in der Nachwuchsabteilung der Hertener Löwen und gab im Alter von 15 Jahren seinen Einstand in der Herrenmannschaft des Vereins in der Regionalliga. 2003 wechselte der 1,98 Meter messende Flügelspieler zu RheinEnergie Köln in die Basketball-Bundesliga. Samodol spielte für die deutsche Junioren-Nationalmannschaft.
In Köln spielte er hauptsächlich in der Jugend sowie in der Regionalliga-Mannschaft der Rheinländer, in der Bundesliga kam er zu einem Kurzeinsatz (Anfang Dezember 2003 gegen den Mitteldeutschen BC).
Zur Saison 2005/06 wechselte er nach Herten zurück, ehe er während der Saison zu Citybasket Recklinghausen ging. Von 2006 bis 2008 spielte Samodol für die Hochschulmannschaft des Williston State College im US-Bundesstaat North Dakota.
Im Spieljahr 2008/09 stand er zunächst in Diensten des FC Schalke 04 in der 2. Bundesliga ProA, im Laufe der Saison wechselte er nach Recklinghausen zurück.
In der Saison 2009/10 spielte Samodol für die Mannschaft der Memorial University in der kanadischen Provinz Neufundland.